# Torniamo allo Statuto

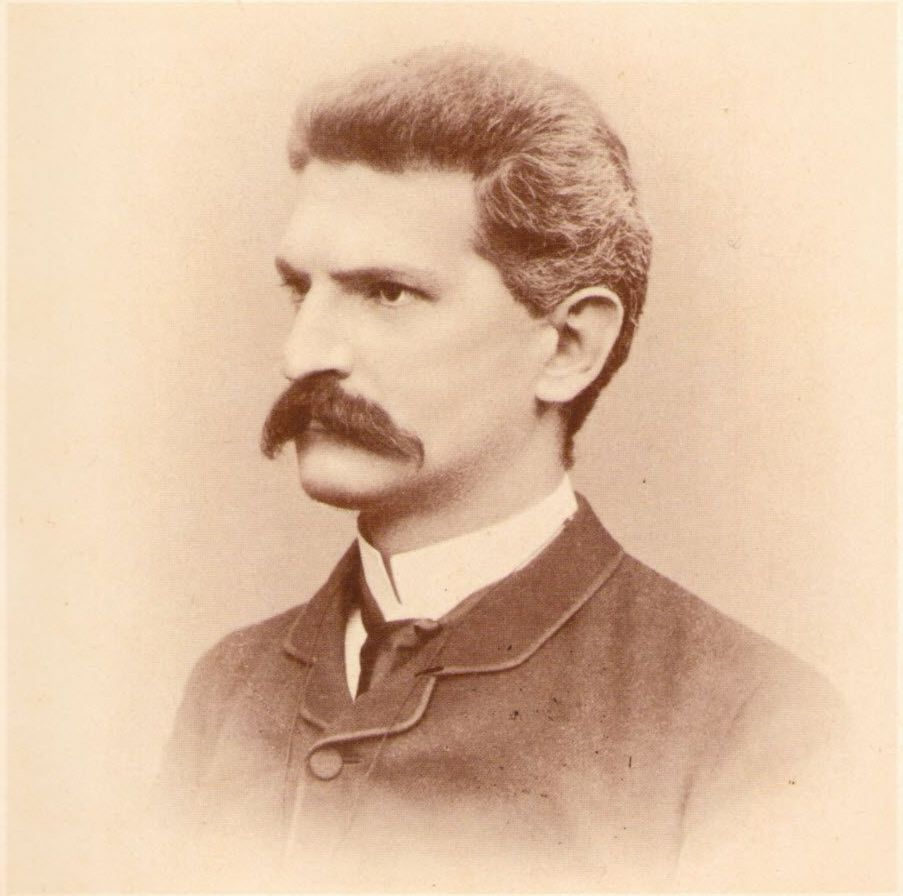
Sidney Sonnino, l'autore dell'articolo Torniamo allo Statuto.

Torniamo allo Statuto è un articolo pubblicato il 1º gennaio 1897 nella rivista Nuova Antologia. Ne fu autore il deputato della Destra storica Sidney Sonnino (già ministro e futuro Presidente del Consiglio dei ministri del Regno d'Italia) che con tale scritto denunciò l'inefficienza delle istituzioni e le reciproche ingerenze dei poteri fra governo e Parlamento.

## Storia
Secondo Sonnino la grave situazione si sarebbe risolta, semplicemente, applicando la carta costituzionale dello Statuto Albertino allora in vigore. Quest'ultimo prevedeva, infatti, che il potere esecutivo fosse di competenza del Re quale unico tenutario delle sorti del governo. L'esecutivo si sarebbe così svincolato dall'influsso negativo dei giochi parlamentari.
L'articolo ebbe grande risonanza ma non un seguito legislativo, poiché sarebbe stato impopolare tornare a istituzioni che non contemplassero un controllo del governo da parte del Parlamento.

## L'articolo
Alla fine del XIX secolo, la convinzione che il sistema parlamentare del Regno d'Italia fosse oggetto di degenerazioni che lo avevano allontanato dallo Statuto albertino del 1848 era largamente condivisa. Sidney Sonnino riprese questo giudizio nel famoso articolo Torniamo allo Statuto pubblicato anonimo il 1º gennaio 1897 nella rivista Nuova Antologia.

### L'ingerenza del Parlamento sul governo
Nell'articolo Sonnino denunciò il disprezzo della nazione per il parlamentarismo così come veniva praticato e nello stesso tempo rilevò il pericolo del socialismo da un lato e del clericalismo dall'altro. Segnalò lo sconfinamento del potere legislativo (soprattutto della Camera dei deputati) in quello del sovrano nel momento in cui i governi non dipendevano più (come previsto dallo Statuto Albertino) dal re ma dal sostegno delle mutevoli maggioranze parlamentari.

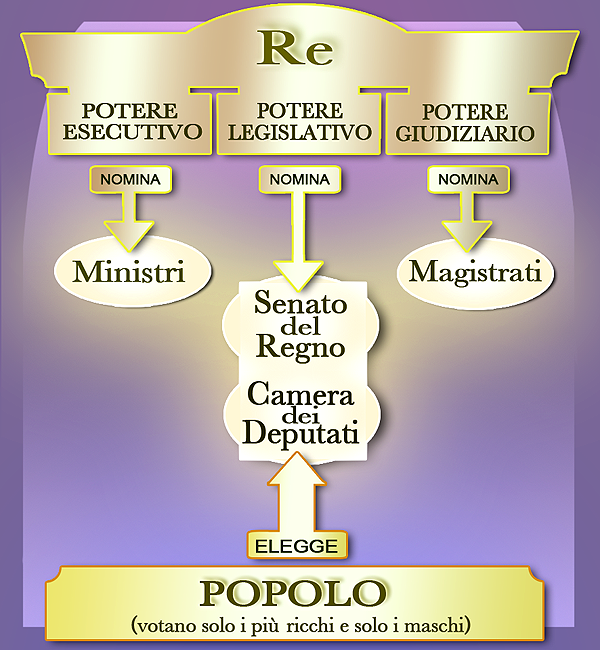
Le istituzioni secondo lo Statuto Albertino oggetto dell'articolo di Sonnino

### La reazione del governo
In questo contesto il governo, dipendendo dalla Camera dei deputati, secondo Sonnino reagiva in modo da costringerla all'obbedienza attraverso le sue emanazioni nei singoli collegi, «promettendo favori e minacciando dispetti e danni».
Invece, rilevava l'autore dell'articolo, se si fosse tornati alla lettera dello Statuto Albertino, che identificava nel re il potere esecutivo, si sarebbe risanata la vita parlamentare: il deputato si sarebbe liberato dalle pressioni degli elettori che chiedevano favoritismi attraverso il governo, e i ministri avrebbero evitato le illecite ingerenze parlamentari. Succube della «questione cosiddetta politica e di fiducia» che si poneva frequentemente, la Camera risultava inoltre costretta a lasciar passare provvedimenti che disapprovava piegandosi ai decreti legge del governo.
Far dipendere i ministri dal re, però, non significava secondo l'autore dell'articolo che il governo non potesse dipendere anche dai voti della Camera, sempre che questi fossero derivati «da una vera volontà ponderata e costante», e rivelassero «un serio movimento dell'opinione pubblica».

### L'ingerenza del governo sul re e sul Parlamento
L'articolo proseguiva con la denuncia del modo di condurre le crisi di governo, con le minacce al re di disordini nel caso non si favorisse questa o quell'altra parte politica, dell'indifferenza per i programmi, del modo di farsi temere e di illudere.
L'autore passava poi a descrivere lo strapotere del governo una volta costituito. La Camera che avesse mostrato di ribellarsi si sarebbe vista minacciare lo scioglimento senza che questo venisse più impugnato dal re. Né in caso di sfiducia da parte del Parlamento il governo aveva l'obbligo assoluto di dimettersi poiché la revoca era in effetti di competenza del sovrano. La Camera pagava così, duramente, l'ingerenza nei poteri del re avvalendosi della facoltà di controllare le sorti del governo.

## Il tentativo di riunire i conservatori
L'articolo costituiva soprattutto un vano tentativo di chiamare a raccolta tutti i liberali e i conservatori per la costituzione di un grande partito anticlericale e antisocialista che avrebbe potuto più efficacemente combattere i suoi avversari con delle istituzioni più efficienti.
Esso ebbe un enorme scalpore, sia perché molti erano convinti delle opinioni che conteneva ma non avevano il coraggio di esporle, sia perché ricevette diverse e severe critiche.